# MOB4
MOB4 (англ. MOB family member 4, phocein) – білок, який кодується однойменним геном, розташованим у людей на короткому плечі 2-ї хромосоми.  Довжина поліпептидного ланцюга білка становить 225 амінокислот, а молекулярна маса — 26 032.
| 10         |  | 20         |  | 30         |  | 40         |  | 50         |
| ---------- |  | ---------- |  | ---------- |  | ---------- |  | ---------- |
| MVMAEGTAVL |  | RRNRPGTKAQ |  | DFYNWPDESF |  | DEMDSTLAVQ |  | QYIQQNIRAD |
| CSNIDKILEP |  | PEGQDEGVWK |  | YEHLRQFCLE |  | LNGLAVKLQS |  | ECHPDTCTQM |
| TATEQWIFLC |  | AAHKTPKECP |  | AIDYTRHTLD |  | GAACLLNSNK |  | YFPSRVSIKE |
| SSVAKLGSVC |  | RRIYRIFSHA |  | YFHHRQIFDE |  | YENETFLCHR |  | FTKFVMKYNL |
| MSKDNLIVPI |  | LEEEVQNSVS |  | GESEA      |  |            |  |            |

A: Аланін

C: Цистеїн

D: Аспарагінова кислота

E: Глутамінова кислота

F: Фенілаланін

G: Гліцин

H: Гістидин

I: Ізолейцин

K: Лізин

L: Лейцин

M: Метіонін

N: Аспарагін

P: Пролін

Q: Глутамін

R: Аргінін

S: Серин

T: Треонін

V: Валін

W: Триптофан

Кодований геном білок за функцією належить до фосфопротеїнів. 
Задіяний у таких біологічних процесах як транспорт, альтернативний сплайсинг. 
Білок має сайт для зв'язування з іонами металів, іоном цинку. 
Локалізований у цитоплазмі, мембрані, апараті гольджі.